# Episodi di Private Practice (quinta stagione)
La quinta stagione della serie televisiva Private Practice è stata trasmessa in prima visione assoluta negli Stati Uniti da ABC dal 29 settembre 2011 al 15 maggio 2012.
Benjamin Bratt entra a far parte del cast regolare dopo essere comparso come guest star nell'episodio finale della quarta stagione.
In lingua italiana, la stagione è stata trasmessa in prima visione nella Svizzera italiana da RSI LA1 dal 7 febbraio al 3 luglio 2012. In Italia è stata trasmessa in prima visione satellitare da Fox Life, canale della piattaforma Sky, dall'8 marzo al 26 luglio 2012; in chiaro, è stata trasmessa da Rai 2 dal 28 ottobre al 27 novembre 2013, tutti i giorni feriali.
| nº | Titolo originale               | Titolo italiano                           | Prima TV USA      | Prima TV Svizzera |
| -- | ------------------------------ | ----------------------------------------- | ----------------- | ----------------- |
| 1  | God Laughs                     | L'uomo propone e Dio dispone              | 29 settembre 2011 | 7 febbraio 2012   |
| 2  | Breaking the Rules             | Infrangere le regole                      | 6 ottobre 2011    | 14 febbraio 2012  |
| 3  | Deal with It                   | Affronta e risolvi                        | 13 ottobre 2011   | 21 febbraio 2012  |
| 4  | Remember Me                    | Ricordati di me                           | 20 ottobre 2011   | 28 febbraio 2012  |
| 5  | Step One                       | Fase uno                                  | 27 ottobre 2011   | 6 marzo 2012      |
| 6  | If I Hadn't Forgotten...       | Se non avessi dimenticato...              | 3 novembre 2011   | 13 marzo 2012     |
| 7  | Don't Stop Till You Get Enough | Non fermarti finché non ne hai abbastanza | 10 novembre 2011  | 20 marzo 2012     |
| 8  | Who We Are                     | Ciò che siamo                             | 17 novembre 2011  | 27 marzo 2012     |
| 9  | The Breaking Point             | Punto di rottura                          | 17 novembre 2011  | 3 aprile 2012     |
| 10 | Are You My Mother?             | Sei tu mia madre?                         | 5 gennaio 2012    | 10 aprile 2012    |
| 11 | The Standing Eight Count       | Ho bisogno di tempo                       | 12 gennaio 2012   | 17 aprile 2012    |
| 12 | Losing Battles                 | Battaglie perse                           | 19 gennaio 2012   | 24 aprile 2012    |
| 13 | The Time Has Come              | È venuto il momento                       | 2 febbraio 2012   | 1º maggio 2012    |
| 14 | Too Much                       | Ritrovarsi                                | 9 febbraio 2012   | 8 maggio 2012     |
| 15 | You Break My Heart             | Mi spezzi il cuore                        | 16 febbraio 2012  | 15 maggio 2012    |
| 16 | Andromeda                      | Andromeda                                 | 23 febbraio 2012  | 22 maggio 2012    |
| 17 | The Letting Go                 | Arrendersi                                | 15 marzo 2012     | 29 maggio 2012    |
| 18 | It Was Inevitable              | Era inevitabile                           | 17 aprile 2012    | 5 giugno 2012     |
| 19 | And Then There Was One         | E poi ne rimase uno solo                  | 24 aprile 2012    | 12 giugno 2012    |
| 20 | True Colors                    | Il coraggio dei genitori                  | 1º maggio 2012    | 19 giugno 2012    |
| 21 | Drifting                       | Trovarsi insieme                          | 8 maggio 2012     | 26 giugno 2012    |
| 22 | Gone Baby Gone                 | È finita, baby, finita                    | 15 maggio 2012    | 3 luglio 2012     |

## L'uomo propone e Dio dispone
- Titolo originale: God Laughs
- Diretto da: Mark Tinker
- Scritto da: Craig Turk

### Trama
Mentre Violet è in aeroporto per New York, dove si trova a rassicurare Joanna, una donna picchiata dal marito, Pete ha un infarto che, solo grazie l'arrivo di Cooper in casa sua, riescono a scoprire. Corsi in ospedale, dove Addison si prende cura di Lucas e Cooper cerca invano di rintracciare Violet, Charlotte e Sam aiutano l'amico a riprendersi. In quel, momento interviene anche Amelia che, corsa in ospedale accompagnata da Sheldon dopo essersi ferita in seguito a una caduta dovuta al troppo alcool bevuto, cerca di aiutare Pete nonostante Charlotte gliel'abbia impedito. L'operazione sull'uomo richiede molto tempo in quanto le complicazioni sono molte ma, fortunatamente, tutto va per il meglio e anche Violet, raggiunta finalmente da Cooper, riesce ad arrivare e a vedere le condizioni del marito e a prendersi cura del figlio, accudito per tutto il tempo da Addison.
Finita l'operazione, fortunatamente Pete non riporta conseguenze gravi e Violet può tornare a casa con suo figlio mentre Charlotte, arrabbiata con Amelia, le revoca del tutto la possibilità di operare.
L'indomani, mentre Addison è in terapia raccontando di come la storia con Sam vada bene nonostante i loro diverbi e, soprattutto, dell'imbarazzo creatosi quando, all'appuntamento con lo specialista per la fertilità, scoprì che il famoso Jake Reilly altro non era che l'uomo misterioso con il quale stava per andare alle Fiji.

## Infrangere le regole
- Titolo originale: Breaking the Rules
- Diretto da: Tom Verica
- Scritto da: Steve Blackman

### Trama
Mentre allo studio Sheldon, Addison e Sam cominciano i colloqui per il nuovo dottore, sostituente Naomi, Violet si propone per dare una mano e, così, stare anche accanto a Pete, tornato al lavoro con molto anticipo. Durante i colloqui, si presenta anche il candidato modello: Jake Reilly. Il colloquio del medico va alla grande e, inoltre, l'uomo riconosce Sam come suo vecchio amico di squadra e tutto sarebbero propensi a prenderlo, tranne Addison che, stressata, confessa a Violet il perché della sua ritrosia.
In ospedale intanto, Cooper si occupa di una sua piccola paziente che, dopo essere stata operata, ha di nuovo la leucemia. Disperato per le condizioni della piccola, Cooper chiede aiuto a Charlotte che, però, non trova donatori per la bambina tra le cliniche pubbliche e così, non preoccupandosi né delle regole, tantomeno delle conseguenze, Cooper decide di occuparsene da solo ed entrare nei database delle cliniche private. Una volta avuto un colloquio con l'unica famiglia che avrebbe potuto salvare la piccola, Cooper riesce nel suo intento e opera la bambina quando però, la famiglia del donatore, si reca da Charlotte minacciando una denuncia. Su tutte le furie, Charlotte cerca di sistemare le cose che, fortunatamente prendono una piega positiva sia per l'ospedale sia per la piccola ma, la donna, minaccia di Cooper di non coprirgli più le spalle.
Amelia, estromessa dalle operazioni da Charlotte, trova una valvola di sfogo in Sheldon che, convinto dalle parole dell'amica, riesce a convincere Charlotte della buona fede di Amelia che, una volta riammessa in sala operatoria, non vuole avere più niente a che fare con l'ormai ex amica. Tornata a casa però, sola nella sua nuova casa, Amelia ricade in tentazione e comincia a bere del vino.
Pete, stanco dell'oppressione di Violet, ha un brutto scatto d'ira con la moglie che, preoccupata per lui, gli consiglia un terapeuta per poter parlare e sfogarsi.
Tornati a casa dopo una lunga giornata di colloqui, Addison comunica a Sam di aver assunto Jake e, in seduta dal suo terapeuta, Addison confessa di essere finalmente felice.

## Affronta e risolvi
- Titolo originale: Deal with It
- Diretto da: Randy Zisk
- Scritto da: Jennifer Cecil

### Trama
Mentre continua la sua terapia, Addison si rende sempre più conto di quanto Sam sia positivo nella sua vita. Nel mentre, pur combattendo con i suoi pensieri riguardo alla sua voglia di gravidanza, si trova a collaborare con Jake a un intervento che, inizialmente non la convince: l'uomo infatti, vuole trapiantare l'utero dalla nonna alla nipote, operazione molto rischiosa e, comunque, non sicura. Addison però, facendo ricerche e parlando con la diretta interessata, accetta di far parte dell'operazione. Durante l'intervento però, qualcosa va storto e, purtroppo, l'esito non è positivo.
Sam e Amelia intanto, si trovano a collaborare a un caso di una donna affetta da Parkinson che, a causa delle medicine, ha perso tutti i suoi freni inibitori cosa che, però, le piace moltissimo perché finalmente si sente sessualmente appagata. Il marito però, ferito dai ripetuti tradimenti della moglie, vorrebbe farla operare da Amelia ma, una volta rimasta sola, la donna non dà il suo consenso e, anche se inizialmente contrario, anche Sam si rende conto che quella sia la cosa migliore da fare.
Violet, sentendosi sola, vuole provare a entrare in un gruppo per mamme ma, a causa del suo lavoro, tende a psicanalizzare sia le donne sia i loro bambini, cosa che la porta all'esclusione dal club. Dopo aver provato a legare con Addison, Violet capisce che ha bisogno di nuovi stimoli e così informa Pete di voler scrivere un nuovo libro.
Pete, ancora frastornato dall'infarto, non prende bene la notizia e, grazie alle sedute con Sheldon, riesce ad ammettere sia a sé stesso sia a Violet, di aver paura di morire troppo presto.
Cooper, dopo aver ammesso più e più volte il suo errore, riesce finalmente a far pace con Charlotte grazie sia ai consigli di Jake sia al suo grande amore per lei.
La giornata è finita e, mentre Addison ritrova finalmente la complicità con Sam e confessa al suo terapeuta di essere stata travoltà dalla bontà dell'uomo, tanto da aver rinunciato a dare il suo nome alla clinica a favore del nuovo nome "Seaside heart and wellness", Amelia continua la sua guerra con Charlotte, guerra dettata dalla delusione ricevuta dall'amica e dalla sua scarsa forza di volontà che l'ha portata di nuovo a bere.
Quando tutto sembra essere tornato alla normalità, Cooper ha una brutta sorpresa: in ufficio si presenta Erica, una ragazza con la quale, nove anni prima, passò una notte. La donna, imbarazzata, confessa a Cooper di avere un figlio, di otto anni, che è suo.

## Ricordati di me
- Titolo originale: Remember Me
- Diretto da: Mark Tinker
- Scritto da: Barbie Kligman

### Trama
Mentre Addison continua la sua terapia durante la quale capisce che, sicuramente, l'amore è anche lasciar andare chi ami, il suo lavoro allo studio continua: questa volta, la sua paziente è Jodi, una donna prossima al parto con una grave amnesia che non le permette di ricordare le cose successe in seguito all'incidente che l'ha provocata. Il marito, Zach, in cura da Sheldon, capendo che la situazione è molto grave, decide di prendere il bambino e andarsene. La decisione dell'uomo crea molte tensioni in quanto Violet incolpa Sheldon per l'accaduto e Addison, da parte sua, non reputa giusto il comportamento dell'uomo. Così, ponendo l'etica al primo posto, Addison prova a parlare con Zach che, una volta iniziato il travaglio della moglie si fa coraggio ed entra in sala parto dove, una volta preso in braccio il suo bambino, decide di rimanere accanto a lei fino a quando non sarà esausto.
Cooper, affronta la questione paternità con Charlotte la quale, inizialmente scovolta, prova a considerare oggettivamente la questione. Cooper però non ne vuole sapere e continua a frequentare Erica e Mason, scoprendo ogni volta piccoli dettagli che lo avvicinano al bambino. Gelosa della situazione, Charlotte decide di prenderne le redini e, sospettosa nei confronti di Erica, le stacca un assegno per farla sparire dalla vita di Cooper. L'indomani, dopo non essersi presentata a un appuntamento, la donna si presenta infuriata da Cooper il quale, dopo aver spiegato di non essere a conoscenza dell'assegno, riesce a chiarire con Erica e corre da Charlotte a litigare. La donna, di contro, tornata a casa, conferma a Cooper la paternità su Mason, dopo aver fatto il test a sua insaputa.
I problemi tra Violet e Pete non riescono a essere superati e l'uomo, in una piena crisi, chiede aiuto a Sheldon il quale, il massimo che può fare, è consigliare all'amico un buon terapeuta.
Sam, preoccupato per la futura gravidanza di Addison, ha dei dubbi sul loro futuro, dubbi che la stessa Addison percepisce tanto da chiedere consigli a Jake che, a sua volta, le consiglia di parlare con il compagno. Prima di andare a dormire, Addison parla con Sam il quale però, non fa altro che aggravare la situazione.

## Fase uno
- Titolo originale: Step One
- Diretto da: Ann Kindberg
- Scritto da: Adele Lim

### Trama
Grazie all'aiuto di Jake, Addison comincia con la prima fase del trattamento in vitro. I suoi ormoni però, interferiscono con la sua vita tanto che, spinta da Jake, è costretta ad affrontare il discorso con Sam che, pur non volendo altri figli, rassicura Addison dicendole che avrà il suo appoggio. Addison, considerando tutti i pro e i contro, decide di chiedere a Jake di seguirla nel suo percorso, trovando l'amico molto contento di aiutarla.
Intanto, Sam incontra Wes, un ex paziente di Violet che, dopo aver perso le sedute con la donna, ha smesso di prendere sia gli psicofarmaci sia le medicine per il cuore. La sua salute ora è in netto peggioramento e neanche l'intervento ufficioso di Violet riesce a far migliorare la situazione. Non sapendo più come agire, Sam e Violet consigliano alla madre del ragazzo di farlo curare in un ospedale psichiatrico ma la donna non ne vuole sapere. In preda a un'altra crisi però, il ragazzo viene portato in ospedale dove, nonostante le confessioni di Sam, la madre decide di aiutare il figlio ad andarsene.
In città torna Michelle, una cara amica di Amelia che, dopo aver trascorso sei mesi in Italia, è ora pronta a lasciarsi morire prima che la malattia di Huntington degeneri troppo. Amelia è sconvolta da ciò in quanto, tempo prima, per evitare il suicidio dell'amica, le promise l'eutanasia. Nonostante i pareri contrari di Pete e Sheldon, Amelia porta avanti il desiderio dell'amica che però, nel momento peggiore, prega Amelia di lasciarla vivere. Ricoverata in ospedale, Michelle grazie l'intervento di Pete riesce a sopravvivere e a fare un patto con Amelia. Tornata a casa per passare una serata insieme però, Amelia trova l'amica morta sul letto cosa che, oltre a farla bere, la porterà a prendere anche delle pasticche.
Cooper, nonostante le azioni di Charlotte, continua a frequentare Mason il quale, ha capito che Cooper è il padre e, avuta la conferma, è molto felice di averlo accanto.
Violet, turbata dalle conseguenze del suo esonero, chiede che la sua causa venga riaperta e che si sbrighino a portarla a termine, così che lei possa tornare a preoccuparsi dei suoi pazienti.

## Se non avessi dimenticato...
- Titolo originale: If I Hadn't Forgotten...
- Diretto da: Jeff Bleckner
- Scritto da: Krista Vernoff

### Trama
Supportata da tutto lo studio, Addison chiede consiglio per scegliere il donatore di sperma, non riuscendo a togliersi dalla testa che, anche quell'atto, è come un tradimento nei confronti di Sam. Nonostante ciò, Jake continua il trattamento e, insieme, scoprono che Addison ha ben quattro ovuli e, durante l'estrazione di questi ultimi, Sam si presenta accanto alla donna, che, una volta sveglia, è sollevata dal sapere che, nonostante tutto, neanche Sam è così perfetto e, insieme, scelgono il donatore di sperma che, poco dopo, feconderà grazie a Jake, il suo ovulo.
Cooper si occupa di Ollie, un bambino che, secondo i genitori soffre di iperattività che non gli permette di concentrarsi. In seguito a un consulto con Sheldon, la famiglia decide di andarsene in quanto l'uomo mette in dubbio l'esistenza del disturbo. Neanche Cooper vuole crederci ma, solo dopo, capisce che i genitori per assicurargli un futuro scolastico eccellente, hanno dato dei farmaci al bambino per indurgli il disturbo. Sconvolto dalla cosa, Cooper cerca di far ragionare i genitori per far capire loro che, così facendo, stanno solo facendo del male al bambino.
Nonostante il caso, Cooper si avvicina sempre di più a Mason, trovando in lui molte sue caratteristiche.
Amelia, dopo aver trascorso la notte con Ryan, scopre che il ragazzo ha delle droghe e, insieme, cominciano a farne uso. Ciò comporta l'assenza sul posto di lavoro di Amelia che induce Charlotte a ricorrere a uno specializzando per un intervento molto delicato. Charlotte è molto preoccupata per l'amica e, a causa di una serie di flashback, ricorda quando a causa del tradimento del suo ex marito cominciò a fare abuso di droghe che le fecero avere un incidente nel quale morì una ragazza. Sconvolta ancora dai ricordi, Charlotte si reca da Amelia la quale però, decide di non ascoltarla e di licenziarsi.
Come Charlotte, anche Sheldon è molto preoccupato per Amelia sia come amico sia come qualcosa di più: l'uomo infatti, si rende conto di provare qualcosa per lei.
Violet riesce a ottenere dal suo avvocato la riapertura del caso e, felice di ciò, torna a casa per raccontare tutto a Pete, il quale però, non riesce ancora a capire il perché l'ama.

## Non fermarti finché non ne hai abbastanza
- Titolo originale: Don't Stop Till You Get Enough
- Diretto da: Bethany Rooney
- Scritto da: Fred Einesman

### Trama
Jake e Sam si scontrano su un caso che, su fronti opposti, li vede coinvolti: una paziente di Jake, incinta, ha avuto un incidente dal quale ha subito forti traumi che la fanno rimanere in vita solo grazie all'aiuto delle macchine. Sam, viste le volontà della paziente, vorrebbe prenderne il cuore per darlo a una sua paziente ma Jake, sperando ancora di salvare il bambino si oppone sia a Sam sia al volere della donna. Coinvolta anche Addison, la donna non prende le parti di nessuno dei due e, arrivato anche il marito della donna, i tre non possono fare altro che aspettare la decisione dell'uomo. Per rendere più chiaro il quadro all'uomo, Jake elenca lui tutte le possibilità e, pensando bene a cosa gli aspetterebbe, l'uomo decide di lasciar morire sia la moglie sia il bambino, permettendo così il trapianto alla paziente di Sam.
Violet torna al lavoro e chiede a Sheldon di essere il suo supervisore. Dopo un iniziale scontro tra i due, a causa dei metodi troppo familiari di Violet e per la severità di Sheldon nei suoi confronti, grazie l'intervento di Pete che, finalmente, prende le parti della moglie, Sheldon si rende conto di aver esagerato e si scusa con l'amica, informandola di aver inviato il suo rapporto alla commissione medica parlando bene del suo operato.
Cooper passa un'intera giornata con Mason, presentato ora anche ai colleghi. Portato a casa sua, il bambino incontra e conosce Charlotte con la quale si trova subito in sintonia. La madre però, trovando la donna accanto al suo bambino, si arrabbia con Cooper e porta via Mason. L'indomani, Cooper torna da Mason e, chiarendo anche con Erica porta nuovamente Mason a casa sua dove, questa volta, accompagnato proprio dalla madre, il bambino rimarrà a dormire anche con Charlotte, ora accettata dalla donna.
La situazione di Amelia comincia a preoccupare tutto lo studio: Charlotte ha infatti informato i colleghi che la donna si è licenziata e Addison, preoccupata prova a parlare con l'amica la quale però rifiuta ogni tipo di aiuto. Trovata a rubare allo studio, Amelia viene scagionata da Charlotte che, provando ad aiutarla nuovamente, viene malamente scacciata e, preoccupata per la donna, Charlotte convoca tutti i colleghi/amici per raccontare loro quanto accaduto. Tutti ora si mettono in moto per cercarla ma Amelia, non volendosi far trovare, continua a drogarsi con Ryan, provando anche cose nuova.
Addison, concluso il caso con Jake e Sam, finalmente fa l'impianto e, felice per quell'ennesimo passo, ora dovrà solo aspettare per vedere come andrà.

## Ciò che siamo
- Titolo originale: Who We Are
- Diretto da: Mark Tinker
- Scritto da: Shonda Rhimes

### Trama
Amelia torna al lavoro dopo ben dodici giorni di assenza e, come se niente fosse, pensa al suo futuro matrimonio con Ryan e a rimettersi in pari con il lavoro. Charlotte però, si rende conto che Amelia è ancora sotto effetto di droghe e, dopo averne avuto la conferma trovando delle droghe nel suo ufficio, si unisce a tutti gli altri medici dello studio per aiutare Amelia. Trovatasi di fronte al gruppo, Amelia reagisce molto male e, dopo essersi rintanata in ufficio, offende pesantemente Addison andata da lei per farla ragionare e, successivamente passa a offendere anche Violet e Pete. Grazie a un discorso di Jake però, Amelia decide di ascoltare cosa abbiano tutti da dirle, a patto che le diano dell'ossicodone. Su questo punto, i medici si dividono in due gruppi: da una parte Sam, Cooper e Sheldon fortemente ancorati all'idea di non assecondare l'amica, e dall'altro Jake, Addison e Violet che vorrebbero assecondarla per farla tornare tra loro e rendere possibile un dialogo.
Dopo una lite con Sam, Jake decide di lasciare lo studio e non prendere parte al tentativo di aiutare Amelia. 
Cercando di parlare con Amelia, fortemente in crisi, i medici falliscono nei tentativi e Addison, disperata nel vedere l'amica in quelle condizioni, va a prenderle della droga, assecondata poi da Sheldon. Così, mentre Sam cerca di far ragionare la ragazza, torna Addison con la pasticca per Amelia che, spinta da Lanny (il supervisore), si droga sul bancone della reception davanti a tutti i suoi amici.
Ora, Amelia ascolta le parole di Charlotte che le fanno capire a cosa sta andando incontro e, convinta anche da Sheldon, promette di provare a disintossicarsi ma, in quel momento, arriva allo studio Ryan. Alla vista dell'uomo, Amelia ricade nell'oblio e, dopo essere stata sgridata da Addison che ha visto l'orologio del padre al polso dell'uomo, Amelia se ne va con lui, lasciando gli amici nella disperazione cercando di capire come comportarsi ora.
Jake è intanto andato al cimitero a trovare la sua defunta moglie, morta per droga.
Finiti in un hotel dato che Addison l'ha cacciata di casa, Ryan convince Amelia a disintossicarsi insieme per mettere poi su famiglia ma, prima di farlo, decidono di farsi un'ultima volta. Dopo qualche ora però, Amelia si sveglia e trova accanto a sé il corpo morto di Ryan. Disperata, dopo essersi ripresa l'orologio, chiede alla polizia di chiamare la dottoressa Addison Montgomery per dirle di essere pronta per la disintossicazione.

## Punto di rottura
- Titolo originale: The Breaking Point
- Diretto da: Jeff Bleckner
- Scritto da: Christopher Fife

### Trama
Addison accompagna Amelia in clinica per disintossicarsi dove dovrà rimanere cinquanta giorni. Durante la dura permanenza, Amelia si avvicina a una ragazza di diciotto anni, Haeley, anche lei lì per disintossicarsi. Tra le due si instaura un bel rapporto e, grazie proprio alla ragazza, Amelia riesce a capire che, nonostante tutto, Ryan non è morto per causa sua. Salutando l'amica che ha finito la sua riabilitazione, Amelia accetta di vedere Sheldon, che non l'ha mai lasciata sola e, come da programma, convoca tutti i suoi amici, considerati la sua famiglia, per fare ammenda e chiedere loro scusa.
Cooper cura Toby, un bambino affetto da lupus che, inoltre, ha contratto una malattia che lo sta uccidendo. Solo grazie a un trapianto di cellule staminali, il bambino potrà guarire.
Intanto, Cooper compra una video camera per la recita di Mason alla quale però, a causa di un intervento di Toby, non riesce ad arrivare in tempo deludendo molto Mason il quale, per un po', decide di non parlargli. Solo quando capisce che il lavoro di suo padre è molto importante, Mason decide di andare da Cooper e, in ospedale, conosce anche Toby, con il quale comincia a giocare.
Addison viene informata da Jake di non essere incinta e, dopo un iniziale ripensamento, grazie al supporto di Violet, decide di riprovare e di usare un metodo estremo. Durante le cure ormonali però, Addison ha uno svenimento causato da una controindicazione dei farmaci. Durante il ricovero, come detto durante la terapia di coppia fatta, Sam non riesce ad avvicinarsi ad Addison, osservandola solo da lontano. Uscita dall'ospedale, Addison e Sam riescono a parlare e, durante la discussione, Sam le confessa di non volere che lei continui con l'idea di gravidanza ma, in risposta, Addison lo informa che Jake le ha messo gli ovuli congelati.
Tra Violet e Pete le cose vanno sempre peggio: la donna ha deciso di buttarsi a capofitto nel "progetto Addison" per evitare di pensare troppo alla sua relazione; Pete confessa a Sam di non credere di amare più Violet ma non se ne andrà, non mollerà tutto. Durante una conversazione con Addison, Violet ha una strana illuminazione e corre da Pete per dirgli che non vuole fare come la sua ex moglie ma che, in compenso, se sarà lui a volerlo, se ne andrà. Dopo qualche giorno, Pete conferma alla moglie di volere che se ne vada.
È il giorno del ringraziamento e tutti sono da Addison: mentre stanno apparecchiando la tavola, arriva anche Amelia, che ha finito la riabilitazione e cerca ora di tornare alla vita di tutti i giorni. Mentre tutti sono felici, Addison è in bagno ad aspettare i risultati del test di gravidanza.

## Sei tu mia madre?
- Titolo originale: Are You My Mother?
- Diretto da: Ed Ornelas
- Scritto da: Elizabeth J. B. Klaviter

### Trama
Addison continua la sua terapia per affrontare tutte le delusioni che, ultimamente, si stanno accumulando. Il test di gravidanza era negativo ma, non dandosi per vinta, la donna prova a contattare i servizi sociali per adottare un bambino. Accettata la sua richiesta, la donna torna a casa sua dove, nonostante qualche piccolo problema, l'assistente sociale trova un ambiente adeguato per far crescere un bambino. Su questa base, Addison incontra la ragazza che, tra un mese, potrebbe darle un bambino. La ragazza però, in travaglio anticipato, chiama Addison per assisterla al parto e, una volta partorito, sembra tutto fatto per Addison: quella bambina sarà sua. Andando dalla ragazza però, Addison scopre che, nonostante l'alta considerazione nei suoi confronti, la ragazza non ha scelto Addison come madre della sua bambina facendo crollare ogni speranza della donna che, sola, trova conforto solo in Jake.
La storia di Addison, si ripercuote anche su Sam che, ormai, si è reso conto che la loro storia non può continuare così, tanto da decidere di lasciarla.
Intanto, Jake e Violet si occupano di una triade amorosa che vuole avere un bambino. Nonostante la strana situazione, la loro relazione sembra essere forte grazie a delle regole imposte. Facendo tutti gli accertamenti però, la donna che doveva portare avanti la gravidanza grazie al seme del ragazzo e della ragazza, scopre di avere una malformazione che non le permette né di avere ovuli fecondi né di poter sostenere una gravidanza. Sotto shock in quanto i suoi compagni vorrebbero comunque avere un figlio, la ragazza chiede di non portare avanti la loro idea di famiglia. Dopo un iniziale scontro però, le due donne capiscono che la cosa più importante è la loro storia e che, per avere un figlio, ci sono altri modi. Con sorpresa però, il ragazzo confessa loro di volere un figlio suo e di non poter scegliere loro due.
Cooper ha i primi problemi con Mason e, dopo qualche titubanza, decide di punirlo per la prima volta pur mantenendo un rapporto di amicizia con il piccolo.
Tra Pete e Violet le cose continuano a non andare e, stabilendo delle regole e dei giorni per vedere Lucas, Violet rassicura l'uomo che mai verrà estromesso dalla vita del piccolo.
Amelia, continuando il suo recupero, trova accanto a sé l'amica di sempre Charlotte che, dandole fiducia, le permette di ricominciare a operare e, stando anche accanto a Sheldon, informa l'amica che l'uomo è da sempre innamorato di lei.

## Ho bisogno di tempo
- Titolo originale: The Standing Eight Count
- Diretto da: Scott Printz
- Scritto da: Zahir McGhee

### Trama
Sheldon riceve in cura Aaron, un poliziotto mandato lui dal suo amico Joe in seguito all'omicidio da parte dell'uomo di un pregiudicato che stava rincorrendo. Durante la seduta però, Sheldon capisce che l'uomo non è ancora pronto a tornare in servizio e, nonostante le parole di Joe, non da l'ok per far tornare in azione Aaron. Le sedute con l'uomo continuano e, a lungo andare, Aaron racconta la verità dei fatti a Sheldon che, preoccupato per gli effetti che questo avrà sulla sua mentalità e sulla sua vita, lo convince a denunciare il fatto, azione che avrà però delle forti conseguenze sulla sua vita. Saputo ciò, Sheldon si presenta da Aaron ma Joe, su tutte le furie si mette tra i due cacciando lo psicanalista e informandolo che da quel momento in poi la loro amicizia si può ritenere conclusa.
Amelia sta aiutando Mason con le parole per la gara di spelling e, durante gli esercizi, arriva anche Erica che, dopo aver assaggiato il frappé del figlio, fa cadere il bicchiere. Amelia in quel momento ha notato degli strani sintomi e prova a convincere la donna a fare delle analisi ricevendo però un rifiuto. Preoccupata, Amelia si reca da Charlotte per raccontarle tutto e, dopo un iniziale tentennamento, la donna accetta di aiutare l'amica e riesce a farsi mandare delle analisi vecchie della donna. Tramite queste, Amelia e Charlotte scoprono il peggio: Erica ha un tumore al cervello che non può essere operato. Charlotte decide così di parlare con Erica, la quale però vieta alla donna di parlare del fatto con Cooper. La sera, mentre Charlotte evita lo sguardo di Cooper che sta facendo esercizi con Mason, si presenta in casa loro Erica, per parlare in privato con lui.
Per distrarsi ognuno dai propri problemi, Cooper, Jake, Sam e Pete escono insieme e, durante la serata, Sam incontra una ragazza con la quale trascorre la notte senza però voler instaurare un rapporto e, allo stesso tempo, anche Pete ha la sua prima relazione dopo Violet. L'indomani, Pete e Violet ne parlano e la donna, mostrando all'ormai ex marito di non essere interessata, ne rimane invece molto ferita. Di risposta, Violet decide di accettare l'invito ricevuto qualche giorno prima da Scott Becker, un poliziotto dell'ospedale. Uscendo, i due finiscono per baciarsi e, nonostante lui abbia ventinove anni, Violet decide di contraccambiare il bacio.
La rottura con Sam porta Addison a non dormire molto e a non volere più un bambino. Jake però, messo a conoscenza dei fatti, decide di insistere con l'amica fino a convincerla ad accettare l'idea di avere un bambino, grazie all'intervento di una madre surrogato.

## Battaglie perse
- Titolo originale: Losing Battles
- Diretto da: Stephen Cragg
- Scritto da: Gabriel Llanas

### Trama
Violet dopo aver trascorso la notte a parlare con Scott, si reca al lavoro dove riceve l'inaspettata visita di Joanna, conosciuta mesi prima in aeroporto. La donna è stata picchiata violentemente e, arrivati in ospedale, si presenta anche David, suo marito, accusato subito da Violet. La donna è in gravi condizioni e, vista la gravidanza, anche Addison è costretta a intervenire e, nonostante la perdita del bambino, riesce comunque a salvare l'utero della donna, cosa che non piace al marito. Risvegliatasi, Joanna confessa a Violet che è stato suo marito a farle questo e che ora vorrebbe ucciderlo. Nonostante le parole della donna però, Violet decide di aiutarla e, una volta dimessa, la ospita da lei dove però, le due ricevono la visita di David che, dopo aver colpito Violet, viene ferocemente ucciso da Joanna. Sconvolta, dopo essersi assicurata che Pete tenga Lucas, Violet si reca a casa di Scott, trovando in lui un valido appoggio.
Erica chiede nuovamente consiglio ad Amelia su un eventuale trattamento ma, ancora una volta, decide di non sottoporsi alle cure, cosa che verrà ulteriormente rafforzata quando la stessa Amelia le confesserà che al suo posto neanche lei avrebbe accettato le cure. La morte ormai vicina di Erica mette molto in crisi Cooper che prende la cosa come una sconfitta e, in tutto ciò, non riesce a pensare a come farà con Mason, conosciuto proprio grazie alla malattia della donna.
Addison intanto, supportata da Jake, comincia la sua ricerca per una madre surrogato che, però, non porta da nessuna parte in quanto in ogni possibile futura mamma, Addie trova molti difetti. Tornata a casa, sconsolata, Addison parla con Amelia che, triste per la sorte di Erica, le chiede di essere lei la madre surrogato e Addison, pur grata dell'offerta, rifiuta perché ora Amelia deve pensare solo a sé stessa. L'indomani, si renderà conto di aver bisogno di staccare la spina e, lo fa con Jake, pronto ad aiutarla.
Sam e Sheldon decidono di seguire il consiglio di Cooper e di iscriversi in alcuni siti di appuntamenti.

## È venuto il momento
- Titolo originale: The Time Has Come
- Diretto da: Mark Tinker
- Scritto da: Jennifer Cecil

### Trama
Sheldon prende in cura Rick e Kelly, dopo che l'uomo è tornato dall'Afghanistan. Sam, conoscendo Rick, si reca a casa sua per salutarlo ma, giunto qui, lo trova in overdose. Ricoverato in ospedale, dopo un iniziale astio nei confronti di Sheldon, Rick comincia a fidarsi e confessa a lui i reali motivi della sua condizione: durante la sua missione, un suo sergente l'ha violentato e, sconvolto dalla cosa, non riesce a superarla. Dopo aver parlato con Sheldon, Rick si convince a confessare tutto a Kelly che, però, non prende bene la cosa. Soltanto grazie l'intervento di Sam, Kelly riuscirà a valutare bene il quadro della situazione e a riavvicinarsi a suo marito.
In ospedale intanto, Charlotte soccorre Erica che, in macchina con Mason, ha avuto un brutto incidente causato da una sua perdita di conoscenza. Dopo le analisi fatte da Amelia, Cooper viene informato che la situazione della donna va via via peggiorando e, convinto ancora di più da un altro attacco avuto da Erica proprio davanti agli occhi di Mason, l'uomo le chiede di non mollare e di continuare a combattere.
Addison va fuori città con Jake per un convegno e, la sera prima, si ubriaca tenendo poi un comportamento poco consono alla sua persona. L'indomani, ricordandosi di quanto accaduto, Addison ringrazierà Jake per quello che ha fatto per lei e si renderà conto di avere accanto non soltanto un collega ma anche un ottimo amico.
Pete scopre che Violet ha una relazione con Scott e non reagisce molto bene alla cosa a causa dei possibili effetti su Lucas. Nonostante provi però a chiedere a Violet di non frequentarlo più, la donna, ferita dal comportamento dell'ormai ex-marito, continua la sua relazione con Scott.
A casa Sam, riceve una chiamata: corre così alla centrale di polizia dove, dopo aver pagato la cauzione, si trova di fronte sua sorella.

## Ritrovarsi
- Titolo originale: Too Much
- Diretto da: Karen Gaviola
- Scritto da: Noah Evslin

### Trama
Sam, dopo aver recuperato sua sorella Corinne, la porta a casa per cercare di aiutarla ma, vista la sua situazione, decide di coinvolgere Sheldon il quale, turbato dall'assenza di una diagnosi vera e propria, decide di curarla togliendole tutte le pasticche per farla tornare in sé. Durante le sedute, Corinne accetta di far partecipare anche Sam il quale, interrogato da Sheldon, confessa di non avere molti ricordi positivi della ragazza e di non sapere come sentirsi al riguardo. La sera, nonostante le parole di Jake, Addison va a casa di Sam per sincerarsi delle sue condizioni e, i due, finiscono per fare l'amore.
In ospedale, Pete, Cooper e Addison collaborano nella cura di un bambino, Eli, portato in ospedale da sua sorella Denise dopo che Melissa, loro madre, lo ha abbandonato in cerca di droga. Il piccolo, nato con una malformazione polmonare e con una dipendenza alle droghe causata dalla madre, viene operato da Addison che, fortunatamente, riesce a salvarlo. Nonostante le opinioni contrastanti e la presenza dei servizi sociali, i tre medici convengono che la cosa migliore per il piccolo sia avere una madre accanto così viene deciso di dare una seconda possibilità a Melissa.
Mason, stanco di non vedere più su madre, comincia a pensare che sia morta e così, in un momento di distrazione di Charlotte, scappa per correre in ospedale. Fortunatamente ritrovato da Charlotte, la donna lo porta dalla madre che, dopo un iniziale rifiuto ai tentativi di Amelia di convincerla a operarsi, prende in considerazione la sua ennesima proposta: volare a Seattle da Derek per farsi operare e, forse, curarsi definitivamente.
Violet continua la sua storia con Scott e, rendendosi conto di vivere una storia di sesso, lo comunica anche a Pete che, con sorpresa, le confessa che, nonostante tutto, gli importa cosa faccia la sua ormai ex moglie.
Dopo la notte passata con Sam, Addison perde il supporto dell'amico Jake che, ora, si limita a trattarla come paziente.
Sam riesce a parlare con Corinne che, lucida, ricorda momenti passati insieme da bambini.

## Mi spezzi il cuore
- Titolo originale: You Break My Heart
- Diretto da: Allison Liddi-Brown
- Scritto da: Steve Blackman e Craig Turk

### Trama
Cooper, Charlotte, Mason ed Erica si recano a Seattle dove Amelia, insieme a Derek e Lexie si esercita per la difficile operazione che dovrà effettuare per rimuovere il tumore di Erica. I fratelli Sheperd, parlando con Erica, le illustrano in cosa consisterà l'operazione e, dopo aver saputo che avranno solo 90 secondi per effettuare la procedura centrale e che l'operazione dovrebbe essere fatta il giorno stesso, la donna chiede, e ottiene, di passare un giorno con la sua famiglia. Durante il suo tempo con Mason, grazie al supporto di Charlotte, Erica riesce a confessare tutto al figlio che, ferito, si arrabbia sia con lei sia con Cooper. Poco prima dell'operazione, Erica si scusa con Mason e chiede a Charlotte di essere una brava madre per il suo bambino. Mentre Erica è in sala operatoria, Charlotte spiega tutta la situazione a Mason.
In sala operatoria, dopo un piccolo problema, i fratelli Sheperd riescono a salvare il cervello della donna che, una volta fuori, è completamente guarita.
A Los Angeles, Sam e Jake si ritrovano in disaccordo su una paziente comune: la donna infatti, ha omesso a Jake di aver subito un trapianto cardiaco, permettendo così al dottore di farle avere la gravidanza tanto desiderata. Includendo anche Addison nella discussione, i tre si ritrovano a dover lavorare insieme quando, in preda a un attacco cardiaco causato dall'assenza di farmaci cardiaci, la donna viene portata urgentemente in sala operatoria e, mentre Addison fa nascere la bambina, Sam e Jake tentano di salvarla, invano.
La dura giornata è finita e Jake, facendosi coraggio, chiede ad Addison se tra di loro c'è realmente qualcosa e la donna conferma i suoi sospetti e dubbi.
Sheldon continua ad avere in cura Corinne che, nonostante il suo apparente entusiasmo, non convince lo psicologo, trovando però Sam molto felice. Dopo una bella giornata insieme, Sam e Corinne hanno una brutta lite quando quest'ultima si lascia sfuggire che, già da cinque anni, si trova a Los Angeles. Parlando di questa lite a Sheldon, Corinne permette al dottore di avere la conferma riguardo alla sua diagnosi: disturbo bipolare. Conscia ancora di più della sua malattia, Corinne riesce ora ad affrontare Sam che non può fare altro che ascoltarla e, successivamente, scusarsi.
Violet rimane turbata dal fatto che Scott vorrebbe avere una storia seria con lei. Evitando il più possibile l'argomento con il ragazzo, Violet dopo una strana conversazione con Pete, si farà coraggio e confesserà a Scott di volere una storia solo di sesso con lui, cosa che il ragazzo accetterà.

## Andromeda
- Titolo originale: Andromeda
- Diretto da: Mark Tinker
- Scritto da: Gabe Fonseca

### Trama
Addison si occupa di una coppia di donne omosessuali, Dani e Laurel, in procinto di diventare madri che però, si trovano in contrasto sul futuro dei loro gemelli: uno dei piccoli infatti, ha una malformazione che richiederebbe un'operazione rischiosa per la vita di entrambi. In aiuto alla sua causa, Addison chiede a Violet di parlare con le pazienti ma, neanche lei, riesce a trovare un punto d'incontro alle due. L'indomani, Addison riceve nel suo studio Laurel, la donna incinta, che, disperata per essere stata lasciata da Dani dopo una lite, decide di farsi operare. Al momento dell'operazione però, Dani si presenta in ospedale e, vedendola, Laurel si tranquillizza. Grazie anche l'intervento di Jake, Addison riesce a salvare entrambi i bambini.
Sam, nonostante gli avvertimenti di Sheldon, non crede in una possibile ricaduta di Corinne e l'asseconda in tutti i suoi desideri e le sue richieste. Una sera però, sovreccitata, Corinne finisce per avere una brutta lite con Sam durante la quale ferisce al volto il fratello e, scalciando, cade rompendo la finestra. Di corsa in ospedale, soltanto grazie ai sedativi Pete riesce a togliere tutti i vetri dal corpo della ragazza e, forse, Sam riesce finalmente a capire che Sheldon ha ragione: probabilmente sua sorella ha bisogno di cure specifiche.
Cooper, preoccupato per Mason ed Erica, passa tutte le notti a casa loro lasciando sola Charlotte che, da parte sua, non riesce più a sopportare e gestire la situazione. Incapace di rendersi conto del dolore provocato alla moglie, solo grazie a Violet Cooper riesce ad aprire gli occhi e a tornare da Charlotte, scusandosi con lei.
Violet, grazie anche alle parole di Jake, capisce che la storia di solo sesso con Scott non le basta e, facendosi coraggio, parla con Pete al quale propone di ricostruire la loro famiglia o, perlomeno, di chiudere la loro storia senza dubbi.
Amelia, sotto pressione di Sheldon, confessa all'amico di essere incinta di Ryan e, data la "guerra" di Addison per avere un bambino, non ha il coraggio di dirglielo. Dopo un'iniziale brutta reazione, Sheldon apre il suo cuore ad Amelia dicendole che, qualsiasi sia la sua decisione, lui sarà lì per lei senza mai lasciarla sola.
Jake, dopo essersi divertito a stuzzicare Addison, le confessa finalmente il perché della sua domanda riguardo ai suoi sentimenti: in ascensore infatti, Jake dice ad Addison di potersi innamorare di lei e, anche, di poter comprare casa insieme, avere figli, ma tutto questo solo quando sarà pronta e non avrà più per la testa Sam. Ammaliata dalle parole di Jake, Addison riesce solo a rispondergli che potrebbe farlo, rendendo felice l'uomo, e sé stessa.

## Arrendersi
- Titolo originale: The Letting Go
- Diretto da: Paul Adelstein
- Scritto da: Barbie Kligman

### Trama
Pete è di turno al pronto soccorso quando, gravemente ferito, Scott finisce proprio sotto le sue mani: il ragazzo è stato duramente picchiato durante il suo turno di lavoro. Arrivata Violet, insieme a Pete, sistema la spalla del ragazzo. Le condizioni sembrano stabili e Scott riesce a parlare con Pete il quale gli confessa di essere felice per lui e Violet quando però, il ragazzo ha una ricaduta e viene portato di corsa in sala operatoria. Uscito dalla sala operatoria sano e salvo, Scott decide di lasciare Violet perché ha capito che tra lei e Pete c'è ancora la possibilità di rimettere in sesto la famiglia.
Mason chiama Cooper dall'ospedale: Erica sta di nuovo male ma, questa volta, è lo stomaco. Subito accorrono in suo aiuto anche Charlotte e Amelia che, mentre Cooper rimane con Mason, fanno tutti i controlli alla donna. Tristi, Amelia e Charlotte si trovano costrette a dare la sentenza di morte a Erica, affetta da metastasi sparse nei vari organi. La donna, dopo aver appreso di avere una sola settimana di vita, decide di non far vivere quell'inferno a suo figlio e così, dopo che Charlotte e Cooper gli hanno raccontato la verità, Mason saluta per l'ultima volta sua mamma per poi uscire dalla stanza e correre da Charlotte fiero di non aver pianto di fronte a sua madre, ma ora in piena crisi di pianto.
Sam, nonostante il parere contrario di Sheldon, fa uscire dall'ospedale Corinne per curarla da solo in casa. Le cose però degenerano quando la donna confessa al fratello di non voler più vivere e Sam, sopraffatto dalla rabbia, obbliga malamente sua sorella a prendere le pasticche. Così, dopo aver parlato sia con Addison sia con Sheldon, Sam decide di portare Corinne in una clinica, cosa che però la sorella non accetta di buon grado.
Amelia dopo tanto pensare, ha deciso di tenere il bimbo di Ryan, continuando ad avere al suo fianco Sheldon. Preso coraggio, in lacrime Amelia confessa ad Addison di essere incinta la quale, sorprendendo Amelia, è felicissima per l'amica e di diventare zia.
Jake passa del tempo con sua figlia Angela alla quale parla molto di Addison. La ragazza, curiosa, decide di presentarsi allo studio per conoscere la donna che ha fatto innamorare suo padre.
Dal canto loro, Addison e Jake continuano a stuzzicarsi.

## Era inevitabile
- Titolo originale: It Was Inevitable
- Diretto da: Bill Purple
- Scritto da: Adele Lim e Christopher Fife

### Trama
Jake, Sheldon e Addison si trovano a collaborare a un caso molto delicato: Elise è in carcere dopo aver assassinato i suoi due figli concepiti grazie a Jake e ora suo marito non vuole che la donna veda la futura figlia che porta in grembo. Le cose si complicano quando Sheldon viene scelto come psicologo per scagionarla e, durante una seduta, la donna ha un attacco che la obbliga in ospedale dove Addison dovrà farla partorire. Il parto va bene ma, appena partorito, la donna non riesce nemmeno a guardare la bimba che viene portata dal padre il quale, a sua volta, non vuole che la donna tenga la loro bambina. Grazie però alle parole di Jake, l'uomo si convince a dare una chance sia alla piccola sia a sua moglie.
Erica è ormai vicina alla morte e Charlotte le sta accanto senza mai lasciarla. A casa Cooper deve fare i conti con Mason che, non potendo vedere sua madre, ancora non ha perso le speranze di riportarla a casa. Non sapendo cosa fare, Cooper parla con Violet grazie alla quale si convince a portare Mason in ospedale. Qui, Cooper si reca da Erica per ringraziarla per quanto fatto con Mason e per averglielo portato. Di nuovo Charlotte, rimasta sola con lei, capisce che ormai non c'è più molto tempo e, d'accordo con lei, porta Mason a salutarla per l'ultima volta. Erica riesce a vederlo e a fargli un ultimo sorriso per poi morire nel suo abbraccio.
Violet e Pete sembrino fare dei passi avanti nel loro matrimonio ma Violet è ancora titubante e, quando l'uomo si presenta alla sua porta dicendole che ancora l'ama, la donna non riesce a lasciarsi andare, optando invece per un duro lavoro da compiere insieme per rimettere in piedi il loro matrimonio.
Amelia ancora non accetta la gravidanza nonostante Addison le stia accanto in tutti i modi possibili. Soltanto dopo aver visto per l'ennesima volta un parto compiuto proprio per opera dell'amica, Amelia riesce finalmente ad accettare la gravidanza.
Sheldon riceve una chiamata e, d'urgenza, deve correre dalla sua ex moglie.
Jake è pensieroso nel suo ufficio quando riceve la visita di Addison. I due, dopo un lungo e intenso discorso, finiscono per il baciarsi ma, dopo aver confessato a Jake di non volere più un bambino, Addison dice lui di non essere ancora pronta.
Tornata a casa, Addison riceve la visita di Sam che, a sua volta, la bacia. I due vengono interrotti da una chiamata che fa correre in ospedale Addison: qui, incontra la donna degli affidamenti che le fa incontrare una ragazza che l'ha scelta come madre per il suo bambino. Addison, senza parole, incontra la ragazza: è Judy, una sua paziente, che l'ha scelta per crescere il suo bambino.

## E poi ne rimase uno solo
- Titolo originale: And Then There Was One
- Diretto da: Tom Verica
- Scritto da: Jennifer Cecil e Elizabeth J. B. Klaviter

### Trama
Amelia finalmente si decide a fare il suo primo controllo e la sua prima ecografia. Addison è felice di aiutare l'amica di sempre ma, durante l'analisi, qualcosa non va come dovrebbe.
CINQUE SETTIMANE DOPO: nonostante Amelia abbia deciso di chiudersi in sé stessa, la vita nello studio e nell'ospedale prosegue. Pete e Violet si ritrovano a collaborare a un caso di accoltellamento su una bambina. Mentre Pete prova a salvare la vita di Drea, Violet parla sia con i genitori della piccola, sia con Missy, la sorella. Durante la chiacchierata con la ragazza però, Violet comincia a pensare che, dietro l'ormai morte della bambina, in vita solo grazie alle macchine, ci sia proprio la sorella. Nonostante il parere contrario di Pete, Violet parla con i genitori delle bambine trovando il padre d'accordo con la sua teoria e, grazie a un inganno della psicologa, Missy confessa di aver accoltellato sua sorella e viene arrestata.
Nel mentre, Violet e Pete seguono una terapia di coppia per risanare il loro matrimonio ma, dopo varie discussioni, Pete confessa alla donna di amarla ma di non voler continuare la terapia.
Charlotte e Cooper affrontano i problemi con Mason il quale, dopo la morte della madre, si è chiuso in sé stesso senza più parlare. Grazie agli sforzi di Charlotte e alla sua insistenza, il bambino torna a parlare con lei mentre Cooper, arrabbiato con la moglie per i metodi usati, non riesce a sbloccarlo. La situazione tra i due peggiora quando, durante una discussione, Cooper urla contro Charlotte che lei non è la madre di suo figlio.
Addison, felice come non mai per Henry, prova a parlare con Amelia. La ragazza però, in lacrime, urla ad Addison di odiarla per la sua vita perfetta e di non riuscire a starle accanto e non pensare che il bimbo che porta in grembo, nascerà senza cervello.
Ricevendo attenzioni da parte di tutti, Amelia riesce finalmente ad aprirsi con Charlotte, fedele amica e compagna di disavventure grazie alla quale, si rende conto di dover chiedere supporto a Jake per rimanere in forma durante la gravidanza e per, subito dopo la nascita del bambino, donare gli organi e salvare tante altre piccole vite.
Rimasta sola con i suoi pensieri, Amelia decide di chiamare Sheldon, impegnato con la sua ex moglie.
Sam e Jake si scoprono entrambi interessati ad Addison e, anche, scoprono di averla baciata lo stesso giorno. Nonostante delle discussioni, i due capiscono poi che il problema di tutto non sono loro bensì Addison che, ora, non ha occhi che per Henry.

## Il coraggio dei genitori
- Titolo originale: True Colors
- Diretto da: Steve Robin
- Scritto da: Craig Turk e Steve Blackman

### Trama
Addison e Pete si trovano a collaborare al caso di Reina Reyes, un'immigrata che, per far vivere meglio suo figlio negli Stati Uniti, ha provato a indurre il parto da sé. Spinti dalla presenza dei federali, e con l'aiuto anche di Charlotte e Jake, Addison e Pete decidono alla fine di aiutare Reina a partorire, così da dare a suo figlio una chance migliore per vivere. Una volta partorito però, Reina non vuole lasciare il bambino nonostante la pressione dei federali e, non avendo altre opzioni, Pete decide di partire per El Salvador con lei per aiutarla e sistemare quanto iniziato anni prima. La notizia di una possibile partenza, sconvolge Violet e i suoi piano per sistemare le cose con suo marito ma, l'indomani, i due dovranno ricredersi: Addison e Pete infatti, scoprono che Reina è fuggita con suo figlio.
Cooper e Violet lavorano insieme al caso di Melody, una bambina che si sente un maschio intrappolato in un corpo femminile. Pensando di avere a che fare con un disturbo dell'identità di genere, i due medici si rivolgono alla famiglia della bambina, dove però trovano la madre fortemente contraria a ogni tipo di terapia per far capire alla figlia cosa sia in realtà. Stanca delle oppressioni in casa, Mel scappa e torna allo studio dove riesce a sfogarsi con Cooper e Violet e dove, con sorpresa, trova un amico in Mason. I due cominciano a giocare e a trovarsi molto bene insieme cosa che infastidisce molto la madre. La donna prova con violenza a portare via sua figlia dallo studio ma, grazie l'intervento sia di Cooper sia di Violet e, sorprendentemente, di Mason, il marito riesce a farla ragionare e a farle capire di dover dare una possibilità a sua figlia per crescere in tranquillità, qualunque sia la sua identità di genere e la sua natura.
Violet e Pete cercano di sistemare le cose seguendo le volontà di Pete e la donna sembra essere d'accordo con la cosa. Ma, quando i due finiscono per avere un rapporto sessuale, Violet si rende conto che quello non può essere il modo migliore per affrontare le cose e prova a convincere suo marito a tornare a discutere su quanto in passato abbia rovinato il loro rapporto.
Cooper non riesce ad accettare che Mason dia retta solo a Charlotte e la cosa finisce per corrodere anche il loro rapporto. Solo una forte presa di posizione da parte di Cooper convincerà Mason a tornare a essere parte integrante della nuova famiglia e a risistemare le cose anche tra suo padre e quella che ormai, è sua madre.
Sam si ritrova ad aiutare Addison con Henry, e la cosa lo turba molto perché capisce quanto lei abbia influenza su di lui.
Amelia riesce a parlare dei suoi piani futuri soltanto con Jake al quale chiede di firmare i moduli per la donazione degli organi prima che il bambino nasca.

## Trovarsi insieme
- Titolo originale: Drifting Back
- Diretto da: Jeannot Szwarc
- Scritto da: Gabriel Llanas e Zahir McGhee

### Trama
Pete e Sam si trovano a lavorare sullo stesso caso: Roger e Troy sono una coppia da ormai diversi anni e Troy, affetto da problemi respiratori, è stato portato di corsa in ospedale dove i medici dovrebbero intubarlo per tenerlo in vita ma, come sua volontà, Roger ferma le operazioni. Poco dopo però, arriva in ospedale Carl, il padre di Troy che, non accettando l'omosessualità del figlio, caccia Roger e avvia le operazioni per tenere in vita suo figlio.
Le opinioni tra Pete, Sam e Charlotte sono contrastanti ma i medici sono costretti a seguire il protocollo.
Mentre è di turno, Pete riceve la visita di Roger il quale gli consegna delle pagine del diario di Troy che avvalorano le sue parole. Spinto dalla sua morale e coscienza, Pete decide di accettare le richieste di Roger e stacca Troy dalle macchine, lasciandolo così morire.
Sheldon e Violet si occupano di una famiglia dove il padre ha problemi a controllare gli impulsi sessuali e, a quanto pare, non riesce a non provare attrazione per la figlia. Preoccupata per l'incolumità della bambina, Violet vorrebbe chiamare i Servizi Sociali ma, grazie alla speranza data da Amelia di una possibile operazione per riparare una lesione cerebrale, la psicologa aspetta prima di ricorrere ai metodi più pesanti.
Amelia entra così in sala operatoria mentre Violet continua a parlare con la figlia.
Finita l'operazione, tutto sembra essere andato per il meglio e la famiglia, pur rimanendo ancora per un po' in terapia, sembra finalmente aver ritrovato la tranquillità.
Jake continua a seguire Amelia ma nota in lei un comportamento strano che gli fa pensare in una sua possibile ricaduta. Preoccupato, l'uomo si confida con lei riguardo alla morte di sua moglie, riuscendo così a non far ricadere nel vortice della droga l'amica.
Allo stesso tempo, osservando Sam che finge di essere felice con Addison e Henry, Jake si diverte a prenderlo in giro e a mostrargli di non essere geloso.
Sam infatti, si presta ad aiutare Addison in tutte le sue decisioni riguardanti Addison e la donna, parlando proprio con Jake, si rende conto di non poter andare avanti così. Nel suo ufficio, Addison riceve la visita di Jake che, confessandole di trovarsi bene nell'ufficio dove tutti sono una grande famiglia, lo colpisce e la porta a baciarlo.
Sheldon, tornato dal suo viaggio, viene messo al corrente di quanto stia accadendo ad Amelia. L'uomo, preoccupato, vorrebbe aiutarla ma Amelia scaccia anche lui. Quando però la donna si reca da lui per avere una notte di sesso, Sheldon la respinge, creando così tra loro un'ulteriore barriera.
Violet capisce di non voler lasciare che Pete se ne vada e, nonostante non riesca a parlarci a causa dei numerosi impegni che l'uomo ha preso proprio per nascondersi da lei, la donna decide di affrontarlo in ospedale. Quando però i due stanno parlando, entra nella stanza Charlotte che, su tutte le furie per quanto fatto da Pete su Troy, ha dovuto avvertire la polizia che arriva in ospedale per arrestarlo.

## È finita, baby, finita
- Titolo originale: Gone, Baby, Gone
- Diretto da: Ann Kindberg
- Scritto da: Shonda Rhimes

### Trama
Amelia è in travaglio e Jake la porta di corsa in ospedale. Una volta qui, la donna prega il medico, nonché suo amico, di non somministrarle nessun farmaco. Rispettando le volontà dell'amica, Jake esce e si rivolge al resto dello studio: l'uomo non può far a meno di confessare agli amici e colleghi che Amelia vuole donare gli organi del suo bambino. La notizia però, spacca in due i medici: Addison e Cooper sono favorevoli in quanto capiscono la dura realtà che Amelia deve affrontare mentre Sam, Sheldon e Charlotte, considerando il bambino una nuova vita, considerano le volontà dell'amica un omicidio.
Sheldon decide così di andare a parlare con Amelia ma le sue intenzioni non portano a niente di buono e la donna lo caccia.
Jake, non sapendo cosa fare, chiede ad Addison di convincere Sam a collaborare ma, nonostante gli sforzi, l'uomo non vuole partecipare a quello che secondo lui è un omicidio. Così, per non fare torto a nessuno, Sam decide di andare con Amelia la quale, rispettando il suo credo, gli spiega le sue motivazioni.
Addison e Charlotte si ritrovano insieme fuori dalla stanza di Amelia e, insieme, capiscono che aver avuto un bambino le ha profondamente cambiate e così, Charlotte decide di aiutare Jake e di lottare con gli avvocati dell'ospedale per ottenere il consenso.
Amelia intanto sta per partorire e, nonostante Jake le avesse impedito di entrare, Addison decide di stare accanto alla sua amica e, insieme, riescono a far nascere il bambino.
Tutti sono in attesa delle risposte di Charlotte e, intanto, Amelia decide di voler stringere il suo bambino almeno per una volta.
Addison esce dalla stanza e trova Sam pronto a operare e, nonostante Charlotte confessi loro che gli avvocati hanno negato il permesso di operare, insieme decidono di rispettare il volere di Amelia: le operazioni hanno inizio e tutto va per il meglio. Dopo aver raccontato tutto ad Amelia, Addison ha un crollo psicologico e, accanto a lei, trova Jake con il quale fa l'amore per la prima volta.
Violet segue il processo di Pete che, però, non collabora con il suo avvocato e finisce in prigione. Parlando con la moglie, l'uomo confessa di non sentirsi colpevole per quanto fatto. Solo più tardi però, si renderà conto che la famiglia è più importante e, sorprendendo Violet, si presenta alla sua porta: ha collaborato e ora è libero. Felici, i due finiscono per fare l'amore e decidono di riprovarci.
Cooper e Charlotte scoprono che Mason ha nascosto loro una festa organizzata a scuola per la mamma e Charlotte, scioccata per i sentimenti che prova per il bambino, si sente inerme non potendo fare niente per alleviare il suo dolore. Parlando con Mason riguardo al suo lavoro e ai suoi sentimenti, Charlotte rimane senza parole quando il bambino le chiede il permesso di cominciare a chiamarla mamma.
Sheldon riesce finalmente a confessare le sue emozioni ad Amelia che è altrettanto felice di aver ritrovato il suo amico.
Addison torna a casa ad aspettare Jake con la cena e, con sorpresa, trova Sam insieme a Henry. L'uomo, nonostante Addison gli dica che ormai è troppo tardi e che c'è Jake per lei, si inginocchia e, dicendole di amarla, le chiede di sposarla, senza però ricevere una risposta.
Jake intanto, sta arrivando da lei con dei fiori e un regalo.
In terapia, Addison confessa allo psicologo di non aver più bisogno degli incontri perché, al momento, ha tutto quello che ha sempre desiderato.